# ناثان شتاين
ناثان شتاين هو سباح كندي، ولد في 28 مارس 1992 في مابل ريدج في كندا.